# بویهی
بویهی (به عربی: البویهی) یک شهرداری در الجزایر است که در استان تلمسان واقع شده‌است.